# Víðir Garði
El Knattspyrnufélagid Víðir, més conegut com a Víðir Garði o Víðir Garður, és un club de futbol islandès de la ciutat de Garður.

## Història
El club va ser fundat l'any 1936. Ha jugat diverses temporades a la primera divisió islandesa, la darrera el 1991. Va disputar una final de copa islandesa l'any 1987.